# (73981) 1998 DE16
(73981) 1998 DE16 – planetoida z pasa głównego asteroid okrążająca Słońce w ciągu 3,43 lat w średniej odległości 2,27 j.a. Odkryta 25 lutego 1998 roku.